# Чеджа
Чеджа (італ. Ceggia, вен. Zeja) — муніципалітет в Італії, у регіоні Венето, метрополійне місто Венеція.
Чеджа розташована на відстані близько 430 км на північ від Рима, 36 км на північний схід від Венеції.
Населення — 6223 особи (2014).
Покровитель — San Vitale.

## Демографія
Населення за роками:

Станом на 1 січня 2023 року в муніципалітеті офіційно проживали 633 іноземці з 42 країн, серед них 136 громадян країн Євросоюзу та 47 громадян України.

## Сусідні муніципалітети
- Чессальто
- Сан-Дона-ді-П'яве
- Торре-ді-Мосто